# Гражданцево
Гражда́нцево — село в Северном районе Новосибирской области России. Административный центр Гражданцевского сельсовета.

## География
Село находится на берегу реки Тартас, на расстоянии 12 км к западу от Северного, административного центра района.

## История
Основано в 1896 году. В 1928 году деревня Нижне-Назарово состояла из 131 хозяйства, основное население — русские. В административном отношении являлась центром Нижне-Назаровского сельсовета Ново-Троицкого района Барабинского округа Сибирского края.

## Население
| 2002 | 2007 | 2010 |
| ---- | ---- | ---- |
| 379  | ↗389 | ↘344 |

## Инфраструктура
На территории села был расположен сельскохозяйственный производственный кооператив — СПК Гражданцевское. 21 августа 2020 года СПК был ликвидирован.